# Тополевка (Новосибірська область)
Тополевка (рос. Тополевка) — селище у Барабінському районі Новосибірської області Російської Федерації.
Входить до складу муніципального утворення Новоярковська сільрада. Населення становить 258 осіб (2010).

## Історія
Згідно із законом від 2 червня 2004 року органом місцевого самоврядування є Новоярковська сільрада.

## Населення
| 2002 | 2007 | 2010 |
| ---- | ---- | ---- |
| 311  | ↘310 | ↘258 |